# مادر (فیلم ۱۹۳۷)
مادر (انگلیسی: Mother) یک فیلم است به کارگردانی Johann von Vásáry که در سال ۱۹۳۷ منتشر شد.